# Henicopernis
Henicopernis là một chi chim trong họ Accipitridae. Gồm 2 loài Diều ăn ong có kích thước trung bình (khoảng 450 -750 gram).

## Các loài
- Diều ăn ong đen (Henicopernis infuscatus)
- Diều ăn ong đuôi dài (Henicopernis longicauda)